# فيصل السيف
فيصل السيف مذيع ومدون على شبكة الإنترنت وصانع محتوى تقني سعودي ومقدم برامج على القناة السعودية الثانية، وهو المؤسس والمدير التنفيذي لمؤسسة جرعات التقنية للإنتاج الفني والتوزيع الذي أطلقها سنة 2009، وهو متخرج من جامعة سنترال لانكشاير، بدرجة الدبلوم في تخصص هندسة تسليح الطائرات الحربية في الكرسي القاذف للطائرة منذ 1999-2001 وعمل فيه 13 سنة، وتوقف بعدها ليتفرغ لعلوم التكنولوجيا والتقنية، ولد في 17 أغسطس 1979 في دمشق سوريا.
أطلق شركته الخاصة "TechPills Productions" بشكل رسمي في نهاية يناير 2012 وهي عبارة عن سلسلة من القنوات التعليمية والتقنية المتخصصة في إنشاء وإنتاج مراجعات لأجهزة الهواتف المحمولة والأجهزة التقنية وكل مايتعلق بها والتي تهدف إلى إثراء المحتوى العربي على شبكة اليوتيوب، ويعتبر أشهرها «قناة UTD Saudi» والتي حققت إنتشار كبير في السعودية والوطن العربي، ووصلت إجمالي المشاهدات فيها إلى 400 مليون مشاهد وأكثر من 3 ملايين مشترك وتحتوي القناة على محتوى تقني وتعليمي متخصص بالاجهزة التقنية الحديثة.
قدم مع القناة السعودية الثانية الناطقة باللغة الإنجليزية أشهر برنامج له بعنوان (آب تو ديت) سنة 2007 والذي يهتم بكل ماهو جديد في عالم التقنية الحديثة، وفي عام 2014 تعاقد مع مجموعة يوتيرن السعودية لإنتاج وتوزيع أعماله لكن لم يثمر هذا التعاقد على النجاح المطلوب ليتوجه بعدها لفسخ عقده مع الشركة ويبدأ في مشوار الإنتاج الخاص. وقدم في سنة 2016 برنامج «أكشن يا عيال» على قناة إم بي سي 1، وشارك في الكثير من المؤتمرات والتغطيات التقنية على الصعيد المحلي والدولي وأشهرها «ملتقى التخصصات الرابع» سنة 2016، وقدم مشاركتين ألقاهما على مسرح تيد للمؤتمر الأكاديمية العالمية أولها كان في 24 نوفمبر 2014 والثاني في 17 مايو 2017. حصل في سنة 2015 على المركز الأول ضمن «مسابقة البرامج اليوتيوبية» وتم تكريمه بجائزة رواد التواصل الاجتماعي العرب في الحفل الذي أقيم في الإمارات العربية المتحدة وقام بتسليمه الجائزة حاكم إمارة دبي محمد بن راشد آل مكتوم.

## الحياة الشخصية
ولد فيصل عبد الوهاب السيف في سوريا في العاصمة دمشق وهو من مواليد (17 أغسطس 1979)، وهو من أب سعودي وأم سورية وتعود أصول عائلة إلى مدينة الرياض، متزوج وأب لثلاثة أطفال هم «شام - سيف - تاج» درس في إنجلترا وتخرج من جامعة سنترال لانكشاير بتخصص هندسة تسليح طائرات حربية سنة 2001 وعمل في هذا المجال لمدة 13 سنة.

## الحياة المهنية
بدأ مشواره المهني كمذيع وإعلامي ومقدم برامج تلفزيونية في القناة السعودية الثانية سنة 2004 قدم وأعدد وقام على أعمال المنتاج معهم في برنامجه اليومي "2You" وهو برنامج ترفيهي إجتماعي والذي استمر لسنة واحدة وكان يعرض من دارة الملك عبد العزيز، والبرنامج الأسبوعي "Up To Date KSA" سنة 2007 المتخصص في مجال التقنية والتكنولوجية واستمر بثه على الهواء لمدة 7 سنوات استضاف فيه أكثر من 100 مخترع سعودي و250 مسؤول من شركات ومؤسسات سعودية، بالإضافة إلى تقديمه للتشرات الأخبارية، وله أيضًا مشاركات على شبكة المجد الفضائية في برنامج حياة تك، في مطلع سنة 2010 أطلقها شركته (TechPills Production) بشكل رسمي عبر يوتيوب والتي تهتم بإنتاج مقاطع فيديو خاصة بالتكنولوجيا باللغة العربية، وفي سنة 2013 قدم برنامج "Web" وبرنامج «برود كاست» سنة 2014 على القناة السعودية الأولى، في منتصف 2014 استقال من عمله في التلفزيون السعودي للتفرغ لتقديم المحتوى التقني على يوتيوب من خلال مجموعته الإعلامية تيك بيلز شو التقنية، وفي 17 فبراير 2016 قدم برنامج «أكشن يا عيال» في موسمين على قناة إم بي سي 1.
عمل أيضًا كأخصائي خروج وفني في المِقْعَد القَذْفِيّ للطائرات الحربية ضمن برنامج الإمداد والدعم المقدم من شركة بي أي ايه سيستمز الذي يقدم خدماته للقوات الجوية الملكية السعودية منذ أبريل 1999 وحتى مارس 2010، وعمل مدرس فني لموظفي وزارة الدفاع والطيران في القيادة والسيطرة والاتصالات والحوسبة منذ أبريل 2010 وحتى نوفمبر 2011، ومستشار التعلم والتطوير في الشركة السعودية للتنمية والاستثمار التقني منذ نوفمبر 2011 وحتى يونيو 2012.

## تيك بيلز للإنتاج
مؤسسة جرعات التقنية للإنتاج الفني (بالإنجليزية: TechPills Production) ومقرها الرئيسي في الرياض وهي مجموعة مختصة في تقديم وإنتاج مقاطع الفيديو التعليمية والتقنية وإنشاء مراجعات تقنية وتركز على مجلات التقنية بكل أنواعها وألعاب الفيديو والأجهزة الحديثة وعلوم الحاسب الآلي وتقنية السيارات.